# Distrito de San Juan Bautista (Ica)
El distrito de San Juan Bautista  es uno de los catorce distritos peruanos que forman la provincia de Ica en el departamento de Ica, bajo la administración del Gobierno regional de Ica.

## Historia
El distrito fue creado mediante Ley del 25 de junio de 1855, en el gobierno del Presidente Manuel Pardo y Lavalle.

## Geografía
- Ríos: Ica.
- Lagunas: Huacachina.

## Autoridades

### Municipales
- 2023 - 2026[1]
  - Alcalde: Jorge Luis Quispe Saavedra, de Uno por Ica.
  - Regidores:

  1. Oscar Manuel Garcia Cajo  (Uno por Ica)
  2. Rita del Carmen Guerrero Cajo (Uno por Ica)
  3. Pedro Perci Franco Gallegos  (Uno por Ica)
  4. Karla Johana Pineda Hostia (Uno por la Ica)
  5. Lizeth Johayra Tataje Siguas (Movimiento Regional Obras por la Modernidad)

Alcaldes anteriores
- 2011 - 2014:[2] Jorge Luis Quispe Saavedra, del Partido Aprista Peruano (APRA).
- 2007 - 2010: Jorge Luis Quispe Saavedra
- 2019 - 2022: Juan José Musto Lazarte
- 2023 - 2026: Jorge Luis Quispe Saavedra (Actual alcalde con más denuncias a nivel Ica)

## Festividades
- San José
- Semana Santa
- San Juan Bautista
- Virgen del Carmen.
- Virgen del Rosario.